# Ma Anand Sheela

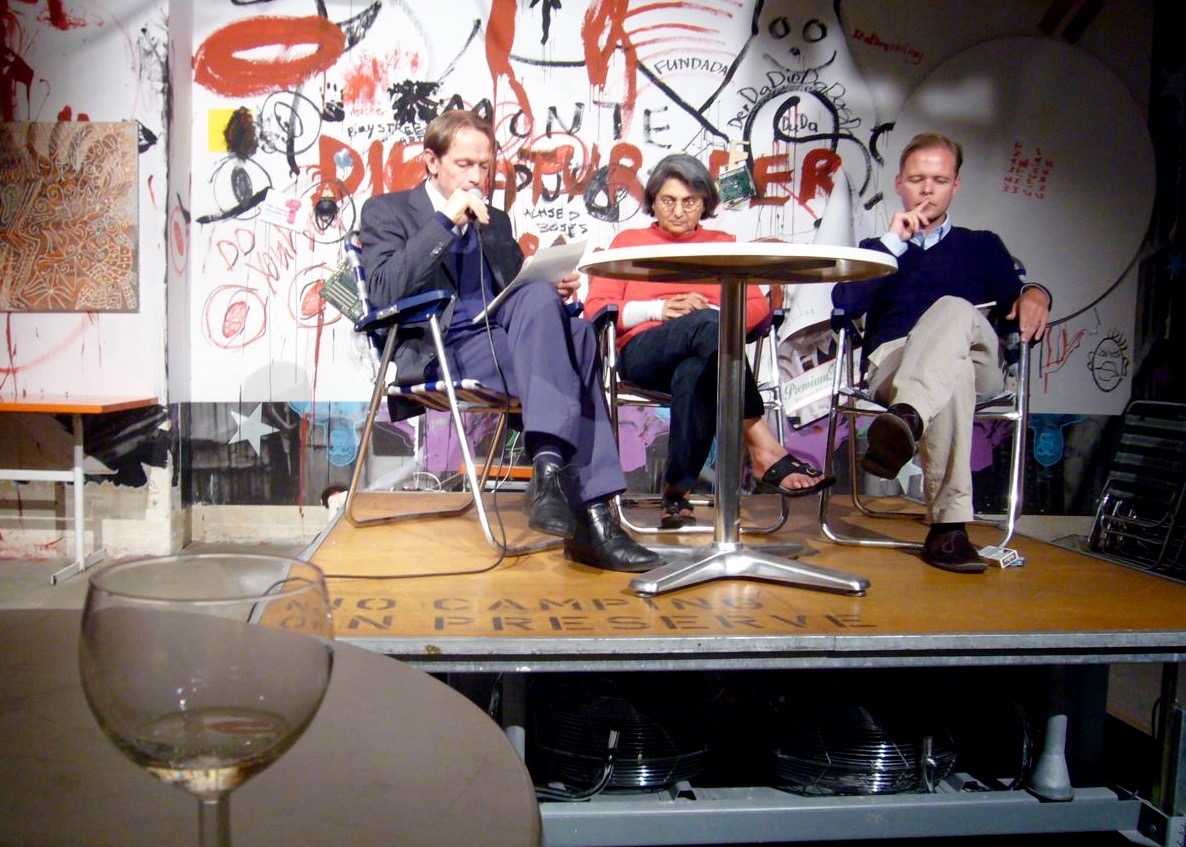
Sheela (Mitte) am Cabaret Voltaire 2008

Ma Anand Sheela (* 28. Dezember 1949 in Baroda, Indien) ist eine verurteilte Kriminelle sowie ehemalige Sprecherin und „rechte Hand“ des Gurus Bhagwan Shree Rajneesh. Laut Medienberichten soll sie sich in den 1980er Jahren aktiv an der Vertuschung sexuellen Missbrauchs an Kindern und Jugendlichen beteiligt haben. Heute lebt sie als Sheela Birnstiel in der Schweiz.

## Biografie

### Jugend – bis 1980
Sheela wurde 1949 als Ambalala Patel Sheela in der indischen Stadt Baroda geboren und wuchs dort auf. Kurz vor ihrem Universitäts-Studium in den USA lernte sie Bhagwan Shree Rajneesh kennen. Nach ihrer Rückkehr nach Indien 1972 begann ihre Karriere an der Seite von Bhagwan. Etwas später kehrte sie in die USA zurück, heiratete einen Amerikaner und hieß danach Sheela Silverman.

### Rajneeshpuram – 1981 bis 1985
Am 10. Juli 1981 kaufte Sheela als Präsidentin der Rajneesh Foundation International die 25.600 ha große Big Muddy Ranch in Zentral-Oregon nahe dem Dorf Antelope und diese wurde in Rancho Rajneesh umbenannt. Antelope hatte zu diesem Zeitpunkt 47 Einwohner. Bhagwan zog im August in die Kommune (Ashram) und Sheela wurde deren Leiterin.
Innerhalb kurzer Zeit wuchs die Siedlung Rajneeshpuram, wie sie offiziell genannt wurde, an (1983: 1.500 Einwohner, 1985: 3.000 Einwohner). Die rot gekleideten Bhagwananhänger, Sannyasins genannt, verwandelten das karge Wüstenland in fruchtbares Ackerland. Die Stadt bekam eine eigene Post, Schule, Feuerwehr- und Polizeiabteilung, Einkaufszentren, Restaurants und ein öffentliches Transportsystem mit 85 Bussen. Ihr Wasserspeicher mit einem Fassungsvermögen von 1,323 Millionen Kubikmeter gewann einen Preis wegen seiner innovativen, umweltschonenden Konstruktion, und ein eigenes Kraftwerk versorgte die Stadt mit dem benötigten Strom.
Sheela, jetzt als Ma Anand Sheela bekannt, führte zusammen mit ihrem weiblichen Zirkel die Kommune autoritär. Sie führte die Religion Rajneeshismus ein und begann sich als Hohepriesterin zu kleiden. Da sich Bhagwan seit seiner Einreise in die USA in einer Stillen Zeit befand und nicht darüber sprach, wurde dies als sein Einverständnis zum Wandel der Bewegung empfunden.
Der Erfolg und die Expansion der Stadt rief Kritiker auf den Plan, und lokaler Widerstand entstand. Im Jahre 1982 gelang es Sheela, die Gemeinderatswahlen in Antelope zu beeinflussen. Mit der entstandenen Stimmenmehrheit wurde Antelope 1984 in Rajneesh umbenannt.
Im selben Jahr gab es erneut Wahlbeeinflussungen, als Sheela Obdachlose in Wasco County ansiedelte. Mit diesen Stimmen errangen die Sannyasins bei den Wahlen in die Wasco County Commission zwei Sitze.
Im September 1984 stiftete Ma Anand Sheela eine ihrer Gruppen zu einem Anschlag an, bei dem in verschiedenen Restaurants des Städtchens The Dalles die Salatbars mit Salmonellen verseucht wurden und 751 Einwohner erkrankten. Es gab keine Todesopfer, aber 47 Personen mussten stationär behandelt werden. Der Anschlag gilt als erster Bioterror-Anschlag des 20. Jahrhunderts. Er diente als Test für die Novemberwahlen 1984, bei denen die Landräte in Wasco County neu bestimmt werden sollten.
Im Mai 1985 berief Sheela ein Treffen des Führungskreises ein, um die Ermordung des Staatsanwalts Charles H. Turner, der Ermittlungen gegen die Gruppe leitete, zu planen. Der Plan wurde aber nie ausgeführt.

### Vorwürfe der Deckung sexuellen Missbrauchs
Die Süddeutsche Zeitung berichtete im Februar 2025 gestützt auf Interviews mit Zahlreichen Frauen über massenhaften sexuellen Missbrauch an Kindern und Jugendlichen innerhalb der Gemeinschaft. Der Bericht belastet auch Sheela: Diese habe Kinder und Jugendliche Listen der erwachsenen Sektenmitglieder erstellen lassen, mit denen sie Geschlechtsverkehr gehabt hätten. Nach Aussagen für den Bericht befragten Frauen seien es bis zu 150 Männer gewesen. Sheela habe in der Folge die genannten Männer zur Diskretion aufgerufen, den sexuellen Missbrauch aber weder verurteilt noch Maßnahmen ergriffen ihn zu beenden.

### Trennung von Bhagwan und Haft – 1985 bis 1988
Am 12. September 1985 trennte sich Sheela von ihrem spirituellen Meister und reiste einen Tag später aus den USA nach Europa; daraufhin folgten ihr auch weitere Mitglieder des harten Kerns. Am 15. September beschuldigte Bhagwan sie der Brandstiftung, des Abhörens, des versuchten Mordes und der Massenvergiftung. Die Untersuchungsbehörden fanden darauf in Sheelas Wohnung Abhöranlagen und Bioterror-Versuchseinrichtungen.
Am 28. Oktober 1985 wurde Sheela in der Bundesrepublik Deutschland verhaftet und nach Oregon überführt. Anfang 1986 wurde sie zu zehn Jahren Gefängnis verurteilt. Am 13. Dezember 1988, nach 39 Monaten Gefängnis in Pleasanton (Kalifornien), wurde sie wegen guter Führung entlassen und reiste unverzüglich in die Schweiz.
Im Oktober 1985 brach die Kommune Rajneeshpuram zusammen; Bhagwan wurde verhaftet, wegen falscher Aussagen gegenüber den Einwanderungsbehörden verurteilt und aus den USA ausgewiesen. Die meisten Anhänger verließen fluchtartig die Siedlung. Seit November 1985 heißt das Dorf Rajneesh wieder Antelope und zählt 60 Einwohner.
Rajneeshpuram wurde eine moderne Geisterstadt. Am 2. Dezember 1988 wurde die Ranch zwangsversteigert, und eine Versicherung bezahlte für sie 4,5 Millionen Dollar. Ein Farmer kaufte darauf die ehemalige Big Muddy Ranch und vermachte sie später einem christlichen Jugendcamp, das sie in Young Life’s Washington Family Ranch umbenannte und seither als Sommercamp nutzt.

### Schweiz – 1988 bis heute
In der Schweiz heiratete Sheela einen Schweizer Sannyasin, bekam den Schweizer Pass und heisst nun Sheela Birnstiel. Sie durfte aber die Schweiz nicht verlassen, da im Zusammenhang mit der Verschwörung zum Mord an Charles Turner ein Haftbefehl von Interpol gegen sie bestand. 1994 wurden die beiden britischen Frauen Sally-Anne Croft und Susan Hagen in die USA deportiert und dort für ihre Beteiligung an der Verschwörung verurteilt. Sheela konnte nicht ausgeliefert werden, da sie Schweizer Staatsbürgerin ist, aber die Schweizer Behörden übernahmen den Fall. Ein Schweizer Gericht verurteilte sie im Februar 1999 ebenfalls wegen Verschwörung zum Mord, sie musste aber keine Strafe antreten, da das Gericht diese als bereits abgesessen betrachtete. Im Januar 2000 wurde Sheela aufgrund des Haftbefehls von Interpol nach einer Fernsehshow in Frankfurt am Main verhaftet, aber nach drei Stunden wieder freigelassen. Die US-Behörden hatten versäumt, nach ihrer Verurteilung in der Schweiz den Haftbefehl aufzuheben.
Heute führt Sheela in Maisprach und Waldenburg zwei Wohnheime für Betagte und Behinderte. Anfängliche Befürchtungen, sie könnte die Lehren Bhagwans in die Wohnheime bringen, haben sich nicht bestätigt.
1996 veröffentlichte sie ein Buch mit dem Titel Tötet ihn nicht! Darin schildert sie, wie sie Bhagwan kennen und lieben lernte und wie die Ereignisse in den USA aus ihrer Sicht abliefen. Sie bezeichnet sich darin als treue Schülerin Bhagwans. Als Interviewpartnerin sowie Zeitzeugin nimmt sie darüber hinaus in der Dokumentarserie Wild Wild Country aus dem Jahr 2018 eine zentrale Rolle ein. Im Mittelpunkt der sechsteiligen Netflix-Serie steht das Kommuneprojekt Rajneeshpuram in Oregon, welches Sheela von 1981 bis 1985 leitete.